# Agnès Blannbekin
Agnès Blannbekin, née entre 1244 et 1250 à Plambach (Saint-Empire romain germanique) et morte le 10 mars 1315 à Vienne (idem)  est une béguine autrichienne et une mystique chrétienne. On a pu l'appeler sainte Agnès Blannbekin ou vénérable Agnès Blannbekin bien qu'elle n'ait été ni béatifiée ni canonisée par l'Église catholique romaine. Ses visions sulfureuses ont été compilées par son confesseur Emenrich et publiées en 1731 sous le titre Venerabilis Agnetis Blannbekin. L'ouvrage fut confisqué et détruit par la Société de Jésus ; des deux seuls exemplaires conservés, l'un fut détruit lors d'un incendie à la Bibliothèque de Strasbourg en 1870, l'autre détenu aujourd'hui par le couvent cistercien de Zwettl en Autriche n'a été dévoilé au public qu'au XXe siècle,.
Bien qu'Agnès Blannbekin soit aujourd'hui surtout connue pour ses visions, elle était de son temps réputée pour son action auprès des pauvres des villes.

## Biographie
Agnès Blannbekin est née dans une famille paysanne. Son nom, parfois écrit « Blanbakin » vient de son village natal (i.e. Plambachen). Noter que de nombreux ouvrages la nomment, par cacographie, « Blankebin ».
À l'âge de sept ou huit ans, elle commença de donner secrètement ses repas aux pauvres. À dix ou onze ans, elle se mit à éprouver un violent désir pour le pain bénit. Vers 1260, elle se consacra au Tiers-ordre franciscain à Vienne ; dès lors elle refusa tout au long de sa vie de manger de la viande, déclarant que le Corps du Christ était pour elle une viande bien suffisante.
Durant les messes et les prières, Agnès commença d'entendre des voix qui lui expliquaient les mystères de la religion,. Ses visions furent transcrites par son confesseur, le moine franciscain Ermenrich,. Bien que toutes ses visions ne soient pas obscènes, beaucoup comportent la vision de moines, de femmes et de Jésus dans leur nudité,. Dans une de ses visions, elle prétend avoir senti dans sa bouche le Saint Prépuce :
« 
En pleurant et avec compassion, elle commença de penser au prépuce du Christ et où il pouvait se trouver après la Résurrection. Aussitôt, elle sentit sur sa langue, avec la plus grande douceur, un petit morceau de peau, comme la peau d'un œuf, qu'elle avala. Après l'avoir avalé, elle sentit de nouveau sur sa langue, avec la même douceur, le petit morceau de peau, qu'elle avala de nouveau. Et ceci se reproduisit une centaine de fois. Comme elle sentait cette petite peau si fréquemment, elle fut tentée de la toucher du doigt ; mais celle-ci lui descendit dans la gorge d'elle-même. On lui dit que le prépuce avait suivi le Christ dans sa Résurrection. Et la saveur de cette petite peau était si aimable qu'elle sentit une douce transformation dans tous ses membres.
 »
Agnès Blannbekin se décrivait elle-même comme assaillie de visions tout au long de la journée, qu'elle dépeignait comme imber lacrimarum, une « pluie de larmes » de Dieu. Beaucoup de ces visions étaient remplies de lumières et elle se décrivit un jour si illuminée de l'intérieur qu'elle pouvait se contempler elle-même. Comme lors de l'épisode du prépuce, beaucoup de ses visions impliquaient le toucher, comme lorsqu'elle fut baisée sur la joue par l'Agneau de Dieu. Lorsqu'elle consommait l'Eucharistie, Blannbekin proclamait qu'elle goûtait le Christ. De même, elle déclara recevoir une boisson spirituelle rafraîchissant de l'eau qui s'écoula du flanc du Christ lorsqu'un centurion y planta son épée pour constater sa mort (Jean, 19:34). Des visites de Jésus lui-même lui causèrent un orgasme : « La poitrine d'Agnès était remplie d'excitation chaque fois que Dieu la visitait ; c'était si intense que cela lui traversait le corps et la brûlait, non pas de façon douloureuse, mais de la plus aimable manière. ».
Agnès Blanbekin mourut à Vienne, en Autriche, le 10 mars 1315 dans son couvent,